# Lechugueros de León
Los Lechugueros de León fue un equipo que participó en la Liga Nacional de Baloncesto Profesional con sede en León, Guanajuato, México.

## Historia

### CIMEBA
El Club Lechugueros de León fue fundado en 1971, siendo el primer equipo profesional de baloncesto en la ciudad de León. El equipo fue fundado por Guillermo Pons Zepeda, Tobías “Flaco” Hernández, Benjamín Jacobo, Arnulfo Saldívar y Antonio Jurado. Su primera cancha fue la Arena Isabel, y su primer entrenador fue Gustavo Saggiante, con quien obtuvo su primer título de campeón del Circuito Mexicano de Básquetbol al vencer a los Santos de San Luis. En aquel entonces jugaban en el equipo jugadores como Arturo “Pitos” Guerrero, Antonio Ayala, Alfredo Jacobo, Roberto Lúam, Samuel Campis, Enrique Reséndiz, Santiago Mondragón, y los estadounidenses Amos Thomas y Ray Russell.

### LNBP
Después de tres temporadas, el equipo desapareció, pero regresó en 2004 e ingresó en la LNBP. Su nueva sede fue el Domo de la Feria. Su nuevo presidente fue el anteriormente entrenador Gustavo Saggiante, y el entrenador fue Rufo Torres. Entre sus jugadores se encontraban Horacio Llamas, Enrique Zúñiga y Jorge Rochín, de la Selección de baloncesto de México, y Gabriel Sandoval, Omar Mendoza, Víctor Manuel Montero y Patton Cedric, llegando hasta la final de la Zona Sur cayendo ante los Halcones UV Xalapa.
En su segunda temporada contaron con Jorge León como entrenador, repitiendo en el equipo jugadores como Jorge Rochín, Enrique Zúñiga, Omar Mendoza, Gabriel Sandoval, Patton Cedric y James Penny, pero volvieron a caer en la final de la Zona Sur frente a los Halcones de Xalapa.
En su tercera temporada en la liga el equipo estuvo comandado por Javier Mendoza, y de nueva contaba jugadores como Enrique Zúñiga y Omar Mendoza, que repetían en el equipo.

### Palmarés

#### Torneos nacionales
- Campeón del Circuito Mexicano de Básquetbol (2): 1970-1971 y 1972-1973.

## Jugadores

### Roster actual
Actualizado al 15 de octubre de 2013.
"Temporada 2013-2014"
- 4 RYAN MOSS
- 6 LUIS ARMANDO PULIDO VIZCAÍNO
- 7 LUIS ENRIQUE RANGEL MARTÍNEZ
- 14 BABACAR CAMARA
- 15 GREGORY LANIER PREER MOTA
- 16 CALVIN D MORRIS
- 30 DEILVEZ YEARBY
- 35 TYRONZIC ANDRE JOSEPH
- 47 ALFREDO CORRAL MONTOYA

13'JOSÉ LUIS VELAZQUEZ LAYSECA

### Jugadores destacados
- Enrique Zúñiga.